# We the Living (banda)
We The Living (Nosotros Los Vivientes) es una banda Estadounidense de rock alternativo compuesta de escritor/guitarrista John Paul Roney, guitarrista eléctrico Matthew Holmen, y baterista Benjamin Schaefer. Su sonido es acreditado a diferentes estilos de música que incluyen pop, indie rock, melodic rock, y alternative, el cual ellos describen como “rock guiado por melodía e influencias Británicas”. Formaron en Baraboo, Wisconsin y actualmente residen en Nashville, Tennessee.

## Biografía

### El Fin de The Profits, y Comienzo de We The Living
We The Living comenzó en 2006 en Madison, Wisconsin como un proyecto de escritor/guitarrista John Paul Roney y baterista Benjamin Schaefer después de que su banda, The Profits, la cual era extremamente reconocida en el circuito de música universitaria de Wisconsin finalizó. Poco tiempo después, guitarrista Matthew Holmen y bajista Stefan Benkowski se unieron al grupo y la banda comenzó a tocar en el mismo circuito en que The Profits se habían vuelto famosos.

Sin embargo, la música tenía un sonido muy diferente, más maduro y citaba nuevas influencias como Coldplay, Mutemath, Radiohead, The Fray, John Mayer, Dave Matthews, y otros de similares sonido. La banda siempre ha explicado que la filosofía de Ayn Rand y sus vistas objectivist como una influencia de su música. (El nombre de la banda se deriva de la novela de Rand We The Living).

### Heights of the Heavens (2007-2008)
La banda fue el primer acto contratado/firmado con Authentik Artists, una compañía musical con foco especial en musical transferida digitalmente, fundada por Scott Austin y foundador de Legendary Pictures, Scott Mednick. Bajo la dirección de Austin la banda comenzó trabajo en su primer álbum.
El primer álbum de We The Living, ‘‘Heights of the Heavens’’ (Alturas de los Cielos) debutó en abril 17, 2007. Recibiendo mucho aclamo por sus melodiosos líricos y música abrió las puertas para que la banda pudiera tocar 108 conciertos como banda titular durante el 2007. Durante este tiempo la banda compartió la tarima con actos como Angels and Airwaves, Gym Class Heroes, Dashboard Confessional, Katy Perry, Anberlin, Ludo, We The Kings, Relient K, Jack's Mannequin, Say Anything, Hellogoodbye, Circa Survive, The Academy Is…, The Roots, Blessid Union of Souls, Sherwood, Motion City Soundtrack, and the The Color Fred en festivales musicales en la parte Medio Oeste de los Estados Unidos.
En el 2008 la banda relanzó una copia remasterizada de ‘‘Heights of the Heavens’’. La nueva versión venía empaquetada diferentemente, un concepto que utilizaron para lanzar su idea the Philo, o la filosofía personal de cada persona. Estos cambios no solo reflectan la significancia que la filosofía tiene en el éxito de la banda, sino de los fanáticos, y de las sus vida personales.

### Depths of the Earth (2008)
Después de una gira en apoyo de Las Alturas de los Cielos y el cumplimiento de su contrato con Authentik Artists, la banda regresó al estudio para grabar de forma independiente cinco canciones que no estaban listas a tiempo para ser incluidos en Las Alturas de los Cielos. Tomando el nombre de la segunda parte de la cita de Sun Tzu donde el nombre, Las Alturas de los Cielos, se obtuvo. La banda completo y mixto Profundidades de la Tierra en Smart Studios en Madison, WI con Beau Sorensen (Death Cab for Cutie, Tegan and Sara).

### Boom Forest y escribiendo el nuevo disco (2009)
Después de firmar con Red Light Management (Kevin Morris), una firma legal basada en Nashville, en el invierno del 2009, la banda compró una casa en Nashville, TN y grabó un EP de cinco canciones llamado Boom Forest, disponible exclusivamente a los subscriptores de la lista de correo de la banda. Cuenta con la música de Radiohead, Bon Iver, Jump, Little Children, Biffy Clyro, y The Weakerthans.

## Discografía
- Heights of the Heavens (Deus ex Machina edition) (Alturas de los Cielos) (2007)
- Heights of the Heavens (Machina ex Deus edition) (Alturas de los Cielos) Remastered and Rereleased (2008)
- Depths of the Earth (Profundidades de la Tierra) (2008)
- Boom Forest (2009)